# Adilsvej (Frederiksberg)
 For alternative betydninger, se Adilsvej (flertydig).
Adilsvej er en gade på Frederiksberg mellem Godthåbsvej og Rolfsvej i et kvarter med navne fra den danske sagnhistorie.
Gaden er navngivet i 1884 efter den svenske sagnkonge Adils, der var gift med Rolf Krakes mor, Yrsa.